# 小行星6983
小行星6983（英語：6983 Komatsusakyo）是一颗围绕太阳公转的小行星。1993年12月17日，小林隆男在大泉町发现了此天体。
这颗小行星的绝对星等为230.0886930433839等。